# Distretto di El Arenal
Il distretto di El Arenal è uno dei sette distretti della provincia di Paita, in Perù. Si trova nella regione di Piura e si estende su una superficie di 8,19 chilometri quadrati.
Istituito il 3 novembre 1874, ha per capitale la città di El Arenal.